# 中島礼香
中島 礼香（なかじま れいか、1981年3月6日 - ）は、日本の元グラビアアイドル、女優、歌手。スピリチュアルカウンセラー。

## 人物・来歴
- 愛知県尾張旭市出身[1]。
- 「礼香」という名前は、中国のお姫様に由来する名前ということで、父が名付けた[1]。
- 子供の頃に習い事は習字、水泳、ピアノなどやっていたが、その中でも一番続いたのは柔道だった。父が柔道の先生だったことも影響していたという[1]。
- 芸能界引退前は、クィーンズアベニューアルファに所属し、活動していた。
- 2023年、YouTubeにてREIKA CHANNEL を開設。

## 芸能活動
- 高校1年の時に買い物に行った先の名古屋市内で芸能関係者にスカウトされる。このことを父に話したところ、以前から娘を芸能界に入れたがっていたという父は「すぐ東京に行きなさい!」と乗り気で、中島本人もちょうどその頃は、何かやりたいことが見つからず、何か変わったことをしたいと思っていた頃だったということから、芸能界入りを決意する[1]。
- グラビアアイドルとして1997年から2000年にかけて活躍。日テレジェニック'99に選ばれたのをきっかけにブレイクし、ドラマやCMなどに出演する。
- 芸能活動をしていた時は同じ日テレジェニック'99の酒井若菜と友人且つライバルで仲が良かった。
- 1999年3月から2000年4月まで、ラジオ番組『digio GANG!木曜日』にレギュラーを務めていた。
- 2000年にマキシシングル『ハートのつばさ』（NHKで放送されたテレビアニメ『だぁ!だぁ!だぁ!』のオープニングテーマ）で歌手デビューを果たす。同年、テレビ朝日系列深夜ドラマ『ハッピィサルベージ』で主演を果たす。
- 2000年4月からマツモトキヨシのCM（「女の子のいいなり」篇）に出演。
- 趣味は水泳・音楽鑑賞、特技は水泳・どんなにまぶしくても目を閉じないこと。

### 芸能界引退
- 芸能活動の方向性を巡って事務所と対立し、引退。引退後は実家の整骨院の受付を経てエステサロン店を開業している。また、引退時にファンに対して正式に引退を告げなかったことが心残りであるともコメントしている。

## 写真集
1. 中島礼香（1999年3月、スコラ） ISBN 978-4796230995
2. moment.（1999年3月、ぶんか社、撮影：木村晴） ISBN 978-4821122639
3. Kiss Me Quick（1999年10月、学習研究社、撮影：木村晴） ISBN 978-4054011304
4. 赤れいか（2000年9月、ぶんか社、撮影：上野勇） ISBN 978-4821123490 - 水着がメイン。2冊同時発売。
5. 白れいか（2000年9月、ぶんか社、撮影：MOTOKO） ISBN 978-4821123506 - コスプレがメイン。2冊同時発売。
6. Reikachan（2001年6月、ケイエスエス、撮影：斉木弘吉） ISBN 978-4877095260
7. イートレジャー中島礼香―ハイパー・トレーディング・カードマガジン（2001年2月、英知出版） ISBN 978-4754260057

## DVD
1. 日テレジェニック’99 中島礼香 Pizzicato（2000年1月21日、バップ）
2. awaken（2000年9月21日、コロムビアミュージックエンタテインメント）
3. D-Splash!（2001年1月24日、キングレコード）
4. Reika Chan（2002年1月、ケイエスエス） ISBN 978-4877096984

## VHS
1. 四色礼香（2001年4月20日、ソフト・オン・デマンド）

## 出演
- グラビアの美少女 (MONDO21)
- ユーラシアエクスプレス殺人事件（エニックス、PlayStation用ゲーム） - 山路真由美 役